# Frank Wedekind
Benjamin Franklin Wedekind (Hanóver, 24 de julio de 1864-Múnich, 9 de marzo de 1918) fue un dramaturgo alemán.

## Trayectoria
Su primera pieza teatral importante, Frühlings Erwachen (Despertar de primavera, 1891), trata sobre la sexualidad y la pubertad entre unos estudiantes y fue motivo de escándalo por contener algunas escenas de suicidio y de masturbación.
Las obras Erdgeist (El espíritu de la tierra, 1895) y Die Büchse der Pandora (La caja de Pandora, 1904) fueron probablemente sus piezas más conocidas; inspiraron la ópera Lulu, de Alban Berg, y la película muda Die Büchse der Pandora, de 1929. 
Recientemente se ha llevado también al cine Mine ha-ha. La educación corporal de las niñas en dos ocasiones: Innocence, de Lucile Hadzihalilovic, y El despertar del amor, de John Irvin. 
El trabajo de Wedekind, que a menudo criticaba las actitudes aburguesadas, especialmente con el sexo, es considerado una anticipación del expresionismo. Una de sus obras teatrales más misteriosas es Franziska (1910), como una metáfora del feminismo moderno. El personaje principal es una joven mujer que vende su alma al Diablo para saber qué se siente al vivir como un hombre. Sus razones: los hombres, al parecer, tienen todas las ventajas.
Wedekind tuvo distintos empleos antes de trabajar en el cabaret y antes de convertirse en autor de teatro.
Tuvo una aventura con Frida Uhl, con quien tuvo un hijo. Se casó con la actriz Tilly Newes, con quien tuvo dos hijas, Pamela Wedekind y la escritora y actriz Kadidja Wedekind (1911-1994).